# 王之翰 (萬曆進士)
王之翰（1556年—？），字季楨，號憲宇，山東青州府蒙陰縣人，軍籍，明朝政治人物。王之臣弟。

## 生平
萬曆十年（1582年）壬午科山東鄉試四十四名，萬曆十四年（1586年）丙戌科會試一百二十名，登三甲第一百三十名進士。礼部观政，本年八月授湖廣興山縣知縣，十五年八月調繁常熟縣，有循良聲，以抗直忤當道，十九年致仕歸。後以薦起兵部主事，不赴。著《金丹秘訣》二卷，《别墅集》三卷。子王鑑亦有文行。

## 家族
曾祖王頂；祖父王談，曾任壽官；父王崇，曾任壽官。母劉氏。具庆下。